# آوانی مودی
آوانی مودی (انگلیسی: Avani Modi) بازیگر و مدل اهل هند است.  وی از سال ۲۰۱۳ میلادی تاکنون مشغول فعالیت بوده‌است.
از فیلم‌ها یا مجموعه‌های تلویزیونی که وی در آن‌ها نقش داشته است، می‌توان به توت‌فرنگی و دختران تقویم اشاره نمود.